# IGG Inc.
IGG Inc. (I Got Games, também conhecido anteriormente como Internet Gaming Gate) é um desenvolvedor e editor de videogames chinês. A empresa foi fundada em 2006 em Fuzhou, Fujian, China. A IGG agora está sediada em Singapura, ou seja, "IGG Singapore Pte. Ltd." (anteriormente "Sky Union Pte. Ltd."), desde 2009 e possui filiais na China, Estados Unidos, Canadá, Japão, Coréia do Sul, Bielo-Rússia, Tailândia, Filipinas e Hong Kong.
A IGG é mais conhecida pelo desenvolvimento de jogos para celular, como Lords Mobile, Castle Clash, Mobile Royale, Clash of Lords e por publicar vários jogos on-line massivamente multiplayer na América do Norte. IGG foi listado pela App Annie como um dos "Top 52 Publishers" por sete anos consecutivos.
“Lords Mobile”, lançado em 2016, é o primeiro jogo multiplataforma, multilíngue e em tempo real da IGG projetado para jogadores globais. Em 30 de junho de 2020, tinha aproximadamente 320 milhões de usuários registrados em todo o mundo. De acordo com App Annie, “Lords Mobile” dominou o ranking mundial como o jogo de estratégia de guerra móvel de maior bilheteria por dois anos consecutivos desde seu lançamento.

## Empresa
A IGG se concentra principalmente na pesquisa e desenvolvimento de videogames e software, mas também não se limita a outras funções de negócios, como operações, promoções de produtos e comércio eletrônico. Os jogos para celular são de longe os maiores produtos da IGG, que incluem o Lords Mobile. MMORPGs incluem GodsWar Online, Voyage Century Online, Wonderland Online, Tales of Pirates, Myth War Online. A IGG também desenvolveu várias plataformas de streaming, como WeGamers e Pocketlive.
Em 18 de outubro de 2013, a IGG foi listada na Bolsa de Valores de Hong Kong, seguida por uma transferência oficial em 7 de julho de 2015 de estar no conselho GEM para o conselho principal com o número de estoque atual de 799.HK.
Em janeiro de 2016, a IGG foi votada como a "Empresas listadas na HKEx mais promissoras" no 13º Prêmio de Campeão Financeiro Anual da China. Na seleção das 50 melhores empresas globais de jogos para dispositivos móveis realizada pela Pocket Gamer, a IGG ficou em 17º lugar. Em maio, lançou o novo jogo Lords Mobile na América do Norte, classificado como TOP 2 na lista americana IOS F2P.
Lords Mobile também ganhou o "Melhor Jogo Competitivo" seguido por um prêmio Android Excellence em 2017. Em 2013, a IGG se transformou em uma operadora "mid-core" de um fabricante de jogos "hard-core". A IGG também estabeleceu centros de desenvolvimento em 10 países e contratou desenvolvedores de diferentes países em 2019.